# Buon selvaggio

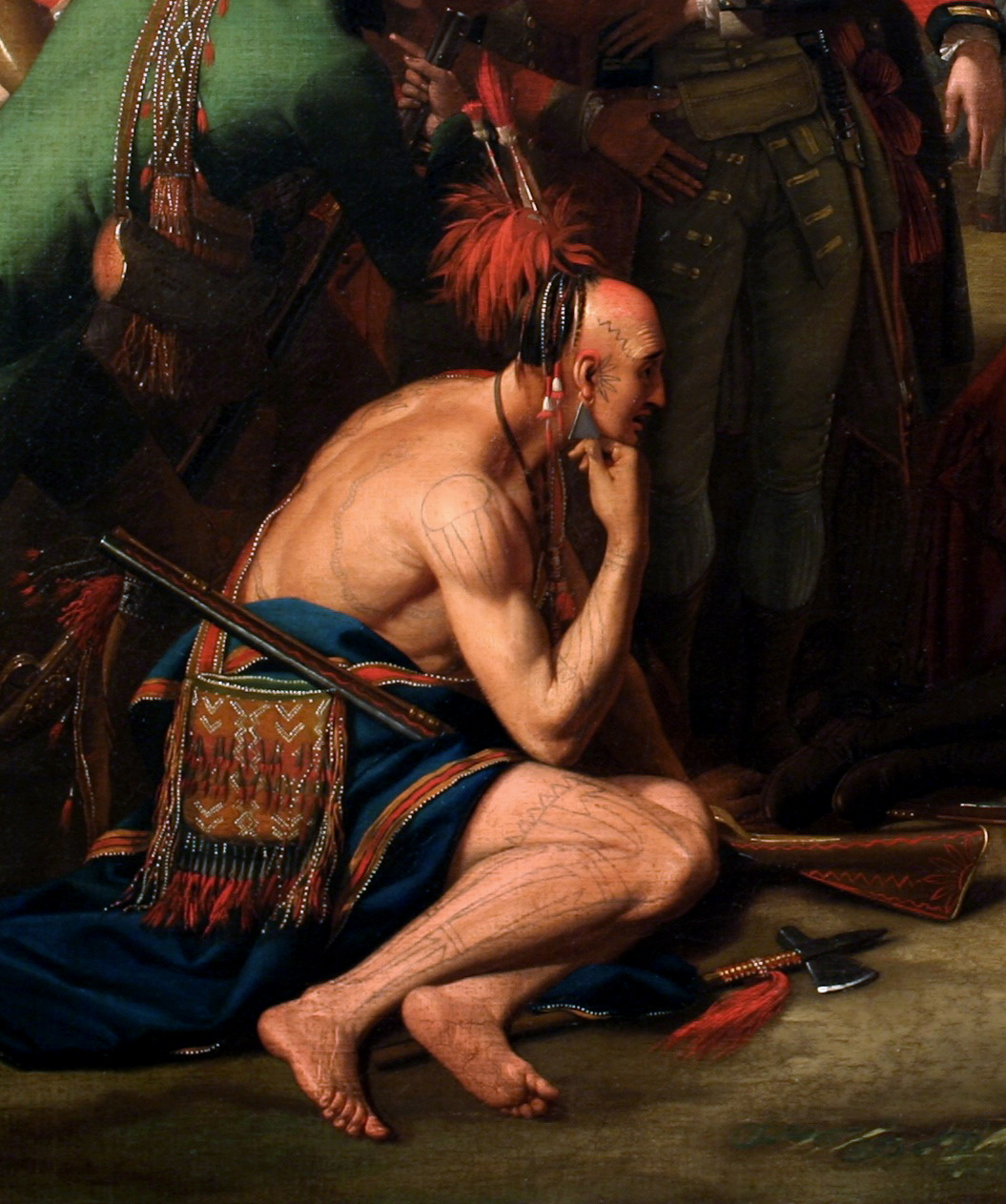
Particolare della Morte del generale Wolfe di Benjamin West. Il ritratto di questo indiano d'America creato da West è stato considerato un'idealizzazione nella tradizione del "buon selvaggio".

Buon selvaggio è la denominazione di un mito basato sulla convinzione che l'uomo in origine fosse un animale buono e pacifico e che solo successivamente, corrotto dalla società e dal progresso, diventasse malvagio.

## Descrizione
Nella cultura del Primitivismo del XVIII secolo, il "buon selvaggio" era considerato più lodevole, più autenticamente nobile dei prodotti dell'educazione civilizzata. Nonostante l'espressione "buon selvaggio" fosse già comparsa nel 1672 in La conquista di Granada di John Dryden (1672), la rappresentazione idealizzata di un "gentiluomo della natura" fu un aspetto caratteristico del Sentimentalismo del secolo successivo.
Il concetto di "buon selvaggio" si rifà a un'idea di umanità sgombra dalla civiltà: la normale essenza di uomo senza impedimenti. Poiché tale concetto incarna la convinzione che senza i freni della civilizzazione gli uomini siano essenzialmente buoni, le sue fondamenta giacciono nella dottrina della bontà degli esseri umani, espressa nel primo decennio del Settecento da Anthony Shaftesbury, che incitava un aspirante autore "a cercare quella semplicità dei modi, e quel comportamento innocente, che era spesso noto ai meri selvaggi; prima che essi fossero corrotti dai nostri commerci" (Advice to an Author, Part III). La sua opposizione alla dottrina del peccato originale, figlia dell'atmosfera ottimistica dell'Umanesimo rinascimentale, venne raccolta da un suo coevo, il saggista Richard Steele, che attribuiva la corruzione dei comportamenti contemporanei a un'educazione falsa.
Il concetto di buon selvaggio ha connessioni speciali in particolare con il Romanticismo e con la filosofia romantica e illuminista di Jean-Jacques Rousseau.
Il mito del buon selvaggio ha origine nel tardo diciottesimo secolo, con la pubblicazione e la diffusione di numerose relazioni sui viaggi d'esplorazione nelle terre australi (in particolare quelle di Bougainville e James Cook), che parvero presentare un'intatta cultura edenica conservatasi nei Mari del Sud, dove né la civiltà né la cristianizzazione erano ancora giunte (un esempio fatto spesso è quello dell'isola di Tahiti). A partire dal 1784 tale opinione divenne un elemento così accettato nei discorsi correnti che Benjamin Franklin ne derise alcune sue incoerenze in Remarks concerning the savages of North America (1784). Il celebre romanzo Paul et Virginie, in cui Bernardin de Saint-Pierre racconta il destino di un "figlio della natura" corrotto dal sentimentalismo falso e artificiale, apparve nel 1787 e Atala, storia d'amore di "due selvaggi" di Chateaubriand, uscì nel 1801.
La stessa opinione comparve in molti altri libri all'inizio del XIX secolo. Per certi aspetti il celebre Frankenstein o il moderno Prometeo di Mary Shelley (1818) può essere annoverato fra di essi: il suo mostro infatti incarna l'ideale. Selvaggi buoni sono quelli del romanziere statunitense James Fenimore Cooper (come in L'ultimo dei Mohicani, del 1826) o dell'autore tedesco Karl May (1842-1912) nelle sue storie sul Selvaggio West. Aldous Huxley ne fornì un esempio moderno nel "selvaggio" John del suo romanzo Il mondo nuovo (pubblicato nel 1932).

## Origini

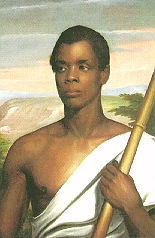
Un ritratto del 1839 ad opera di Nathaniel Jocelyn che raffigura Joseph Cinque, leader della rivolta degli schiavi sulla nave Amistad

Intorno al quindicesimo secolo alcuni Stati europei iniziarono ad espandersi oltremare, inizialmente in Africa ed in seguito in Asia e nelle Americhe. Generalmente cercavano risorse minerarie (come l'argento e l'oro), terra (per la coltivazione di raccolti da esportare come il riso e lo zucchero e per la coltivazione di altri generi alimentari per sfamare le comunità minerarie) e manodopera (per lavorare nelle miniere e nelle piantagioni). In qualche caso i colonizzatori uccisero i popoli indigeni, in altri casi la gente veniva incorporata in questi Stati in espansione fungendo da forza lavoro.
Sebbene gli Europei riconoscessero che queste popolazioni fossero esseri umani, non avevano intenzione di trattarli come loro eguali politicamente o economicamente, ed anzi iniziarono a riferirsi a loro come inferiori socialmente e psicologicamente. Con questo ed altri pensieri similari, gli Europei svilupparono una nozione de "il primitivo" e "il selvaggio" che da un lato legittimò il genocidio e l'etnocidio, e dall'altro la dominazione europea. Questo ragionamento si estese ai popoli dell'Africa, dell'Asia e dell'Oceania mentre il colonialismo europeo, il neocolonialismo e l'imperialismo si espandevano.
L'idea del "buon selvaggio" può essere servita, in parte, come tentativo di ristabilire il valore degli stili di vita indigeni e delegittimare gli eccessi imperialistici, definendo gli uomini "esotici" come moralmente superiori, in modo da controbilanciare le inferiorità politiche ed economiche percepite.
Le qualità del "buon selvaggio" spesso comprendono:
- Vivere in armonia con la Natura
- Generosità e altruismo
- Innocenza
- Incapacità di mentire, fedeltà
- Salute fisica
- Disdegno della lussuria
- Coraggio morale
- Intelligenza "naturale" o saggezza innata e spontanea

## Rousseau

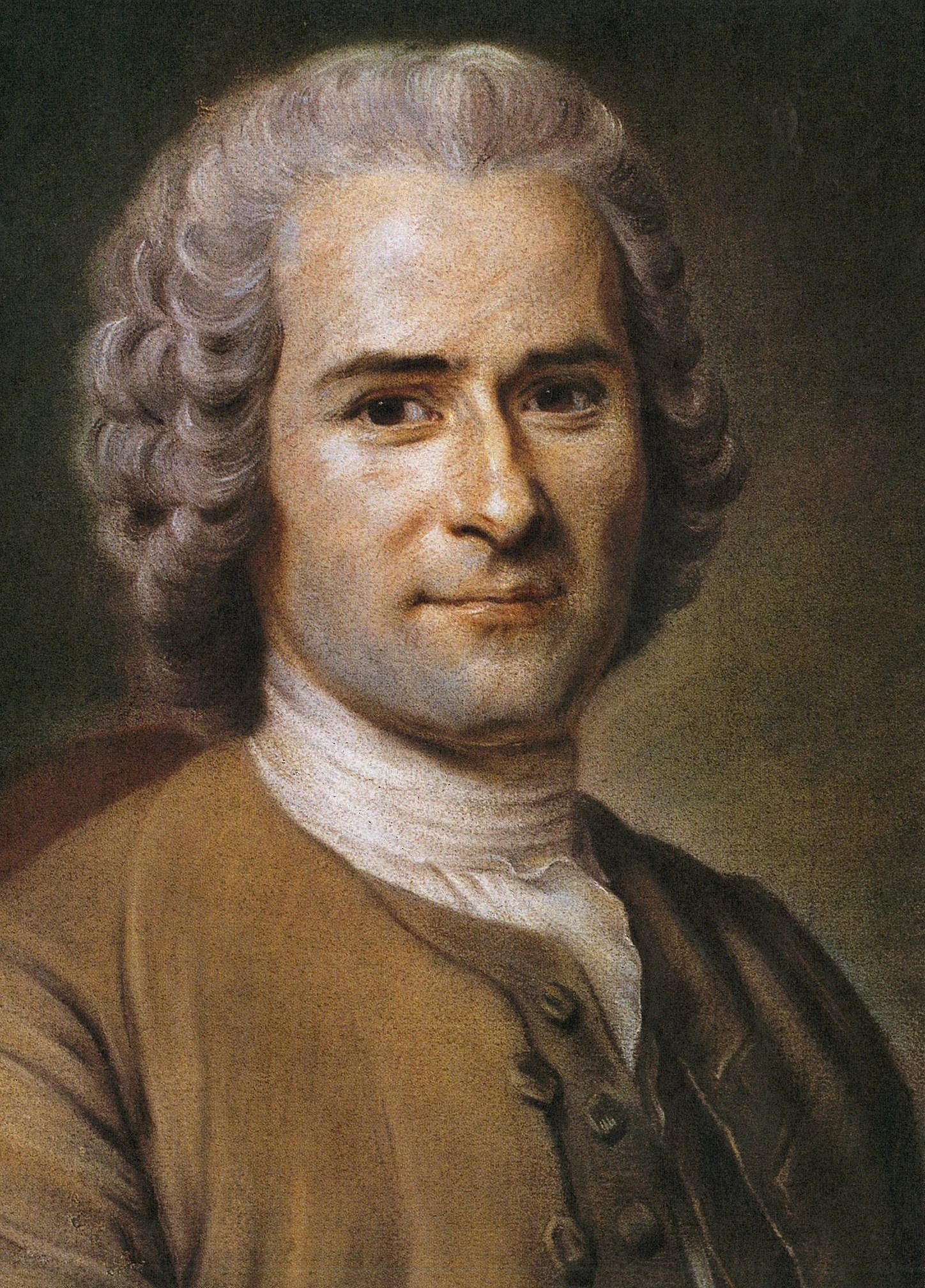
Jean-Jacques Rousseau

Jean-Jacques Rousseau è colui che ha contribuito più di altri a creare la figura del buon selvaggio. La frase iniziale dell'Émile di Rousseau (1762), che ha come sottotitolo "o dell'educazione" è:
La concezione è esposta anche nel Contratto sociale, nel Discorso sull'origine e i fondamenti della diseguaglianza tra gli uomini, nel Discorso sulle scienze e le arti e in altre opere del filosofo svizzero.
In realtà per Rousseau, l'uomo non è propriamente un "buon selvaggio", né un "cattivo selvaggio" (si tratta di esemplificazioni del suo pensiero), ma semplicemente un essere neutro "né buono né cattivo, senza vizi né virtù".
Per il pensatore ginevrino la descrizione di Hobbes della natura umana, descritta come sostanzialmente competitiva ed egoista ed esemplificata dalle frasi Bellum omnium contra omnes ("la guerra di tutti contro tutti" nello stato di natura), e Homo homini lupus ("ogni uomo è lupo per l'altro uomo"), e che ha trovato riscontro nel campo dell'antropologia politica, è una descrizione che raffigura l'uomo già degenerato a causa di cattive influenze, come la proprietà della terra, la religione organizzata, l'organizzazione tribale, non l'uomo naturale, il quale mira solo alla conservazione di sé ("amor di sé", ovvero il sentimento assoluto che assicura l'autoconservazione dell'individuo, contrapposto all'egoistico "amor proprio") ed è naturalmente empatico verso il proprio simile. Per Rousseau occorreva conservare il buono della civiltà, ma riportare la bontà innata della natura nell'uomo, attraverso una pedagogia apposita (in cui il bambino è visto come un buon selvaggio incontaminato dalle influenze esterne), e con riforme politiche.
Rousseau vedeva una divaricazione sostanziale tra la società e la natura umana, e affermava che l'uomo venisse corrotto dalla società; vedeva questa come un prodotto artificiale nocivo per il benessere degli individui. Nel Discorso sull'ineguaglianza, illustrò il progresso e la degenerazione dell'umanità da un primitivo stato di natura sino alla società moderna. Rousseau suggeriva che gli uomini primordiali fossero individui isolati, diversi dagli altri animali unicamente per il possesso del libero arbitrio e per la capacità di perfezionarsi. Questi uomini primitivi erano dominati dall'impulso di autoconservazione ("amore di sé") e da una disposizione naturale alla compassione e alla pietà verso i simili. Quando l'umanità, da piccoli gruppi, fu costretta a vivere in comunità, a causa della crescita della popolazione, subì una trasformazione psicologica, in seguito alla quale cominciò a considerare la buona opinione degli altri come un valore indispensabile per il proprio benessere. Rousseau associava questa nuova forma di consapevolezza a un'età dell'oro della prosperità umana. Tuttavia, lo sviluppo dell'agricoltura e della metallurgia, e la conseguente creazione della proprietà privata e della divisione del lavoro, portarono a una crescente dipendenza reciproca degli individui e alla disuguaglianza tra gli uomini. La conseguente condizione di conflitto tra chi aveva molto e chi poco o nulla, fece sì, secondo Rousseau, che il primo Stato fu inventato come una forma di contratto sociale suggerito dai più ricchi e potenti. Difatti i ricchi e i potenti, tramite il contratto sociale, sanzionarono la proprietà privata, lo stato di fatto e quindi istituzionalizzarono la diseguaglianza come se fosse inerente alla società umana. Rousseau concepiva la propria proposta per un nuovo contratto sociale come un'alternativa a questa forma fraudolenta. Al termine del Discorso sull'ineguaglianza, Rousseau spiega come il desiderio di essere considerati dallo sguardo altrui, che si era generato durante l'età dell'oro, aveva potuto, sul lungo periodo, corrompere l'integrità e l'autenticità degli individui all'interno di una società, quella moderna, segnata dalla dipendenza reciproca, dalle gerarchie e dalle diseguaglianze sociali.
Rousseau ribatteva alle critiche sottolineando come insidioso l'errore di Hobbes che – pur identificando correttamente l'importanza di una ricostruzione filologica della storia dell'umanità come base della filosofia politica – ha proiettato arbitrariamente sull'uomo di natura caratteristiche di malvagità proprie dell'uomo civile, già corrotto dalla società.; egli mette anche in evidenza il fatto che lo stato originario dell'uomo selvaggio da lui teorizzato (l'état de nature, lo «stato di natura») è concepito più come un'ipotesi teorica volta a comprendere i principi delle cose che come una fase storica realmente verificatasi in un passato più o meno remoto: si tratta di «conoscere bene uno stato che non esiste più, che forse non è mai esistito, che probabilmente non esisterà mai, e di cui tuttavia bisogna avere nozioni giuste per giudicare bene del nostro stato presente.» Anche se a tratti sembra che la sua ricostruzione storica voglia essere molto realistica (basandosi sulle opere di etnografi e geografi, su resoconti di viaggio e sull'Histoire naturelle di Buffon) Rousseau intende soprattutto produrre delle congetture, «non [...] verità storiche, ma solo ragionamenti ipotetici e condizionali, più adatti a chiarire la natura delle cose che non a svelarne la vera origine.»

Rispondendo a Voltaire, Rousseau aggiunse poi che 
(J.-J. Rousseau, Le confessioni)

## Evoluzioni successive
Giacomo Leopardi considera l'uomo felice nello stato di natura nella prima parte della sua speculazione filosofica, per poi abbandonarla nella fase del cosiddetto pessimismo cosmico.
La caratterizzazione dell'uomo come animale sociale e sostanzialmente ben disposto verso i propri simili più prossimi è stata fatta notare anche dalla biologia. Nelle scienze umane, l'empatia designa un atteggiamento verso gli altri caratterizzato da un impegno di comprensione dell'altro, escludendo ogni attitudine affettiva personale (simpatia, antipatia) e ogni giudizio morale. Fondamentali, in questo contesto, sia gli studi pionieristici di Charles Darwin sulle emozioni e sulla comunicazione mimica delle emozioni, sia gli studi recenti sui neuroni specchio scoperti da Giacomo Rizzolatti, che confermano che l'empatia non nasce da uno sforzo intellettuale, è bensì parte del corredo genetico della specie. Si vedano al proposito anche gli studi di Daniel Stern. La selezione naturale e l'evoluzione hanno rafforzato l'empatia, in quanto conservativa del DNA e della specie, e presente quindi in un individuo sano. Molti studiosi e pensatori, come il Mahatma Gandhi o l'antropologo Claude Lévi-Strauss, hanno condiviso l'idea che l'uomo possa nascere buono ed empatico in uno stato di natura.
Tuttavia è stato anche dimostrato un fondo di aggressività innata e come persone comuni, in particolari condizioni, possano diventare facilmente "malvagi" e obbedire a ordini sbagliati. Sperimentazioni di questo tipo sono state effettuate nei cosiddetti esperimento di Milgram ed esperimento carcerario di Stanford, e sono stati presi ad esempio dell'erroneità della teoria sulla natura buona dell'essere umano, anche se potrebbero essere interpretati anche alla maniera opposta, ovvero che l'individuo umano sia sostanzialmente neutro, e venga spinto a diventare buono o cattivo dall'ambiente, dagli impulsi che riceve (specie dall'autorità) e dalla società (in quanto animale sociale), fino a degenerare irrimedialmente.
Il mito del buon selvaggio ha ispirato anche movimenti come l'ecologia profonda.

## Critiche
Nel diciottesimo secolo si dibatté a lungo su questo concetto di potere tra Voltaire e Rousseau, presi spesso a rappresentare la contrapposizione fra il romanticismo e la nuova era dei Lumi. Oltre a Hobbes, anche Giambattista Vico aveva esposto precedentemente a Rousseau una concezione antitetica al buon selvaggio, quella del "bestione".
Nel ventesimo secolo, il concetto del buon selvaggio arrivò ad essere visto come irreale e condiscendente. 
Poiché era basato su certi stereotipi, venne considerato come una forma di razzismo, anche quando rimpiazzava il precedente stereotipo del selvaggio sanguinario. È stato criticato da molti, per esempio Roger Sandall, in campo accademico, antropologico, sociologico e religioso.
Per esempio nel cristianesimo si considera l'umanità intera, senza eccezione alcuna, soggetta al peccato originale (che Rousseau negava esplicitamente), come è evidente nel romanzo di Eugenio Corti, La terra dell'indio.
Altri critici furono lo scrittore William Golding e il padre della psicoanalisi Sigmund Freud. Fino a tempi recenti una parte dell'antropologia culturale ha continuato a sostenere l'idea della fondamentale pacificità delle popolazioni incontaminate, anche a dispetto dei resoconti degli esploratori europei, nel Sudamerica e dell'Oceania a partire dal '600, che riferivano con una certa regolarità di pratiche violente (sacrifici umani o cannibalismo, infanticidio, guerre fra tribù e altro). L'idea prevalente era che gli scontri, nelle cosiddette tribù pre-statali, siano solo una conseguenza estemporanea di crisi alimentari (scarsità di proteine).
Alcuni studi moderni tendono a demolire questa visione (Alice Dreger, Napoleon A. Chagnon); le aggressioni inter tribali risultano essere prevalentemente incursioni per il rapimento di donne, o per il recupero di donne rapite, o per vendette. Chignon, studioso degli Yanomamö dell'Amazzonia, stima che circa una persona su tre muoia nel corso di raid o combattimenti, con una percentuale doppia negli uomini rispetto alle donne.
Chi considera valida a grande linea l'idea in tempi recenti, ad esempio l'anarchico primitivista John Zerzan, gli antropologi Desmond Morris, Marvin Harris, Jared Diamond e il filosofo Daniel Quinn, ha ribattuto alle critiche vedendola rappresentata in sole società tribali molto semplici e piccole, poco contaminate, spesso isolate e che non hanno costruito una civiltà, rimanendo allo stadio di caccia e raccolta in piccoli villaggi o accampamenti itineranti; ad esempio certe tribù mai contattate di indigeni dell'Amazzonia, o I piccolissimi gruppi superstiti di boscimani e dei pigmei dell'Africa che ancora hanno mantenuto lo stile di vita preistorico, i quali vivono senza particolari gerarchie e scontri, in un sostanziale egualitarismo; secondo questi antropologi e filosofi, le società "primitive" sono effettivamente prive di ruoli sociali rigidi, a parte i ruoli essenzialmente legati alla biologia e al sesso, e i loro membri godono di molto tempo libero una volta espletate le attività fondamentali (solitamente caccia per gli uomini, raccolta per le donne), a differenza delle società avanzate, tempo che usano giocando ed oziando.

Il regista Stanley Kubrick, il quale nutriva fortissimi dubbi sulla bontà della specie umana e sulla capacità di autogovernarsi senza istituzioni, considerava ogni uomo come un essere aggressivo e violento per natura, non un "buon selvaggio" ma un "cattivo selvaggio": 

## Letteratura e cinema
Il buon selvaggio come protagonista o, più spesso, affiancato al protagonista, è stato per lungo tempo un personaggio popolare tipico della letteratura. Forse il primo più notevole esempio è Venerdì di Robinson Crusoe (1719) di Daniel Defoe. Altri esempi includono Dirk Peters da Storia di Arthur Gordon Pym di Edgar Allan Poe (1838), il Buon Selvaggio da Foglie d'erba di Walt Whitman, Chingachgook e Uncas dai L'ultimo dei Mohicani di James Fenimore Cooper (1823), Dagoo da Moby Dick di Herman Melville (1851).
La cultura popolare del ventesimo secolo ha inoltre espresso la propria ereditata visione del buon selvaggio collocandolo in ambientazioni fantasy o di fantascienza. Un esempio per tutti, la figura di "Tarzan". Il significato di "barbaro" nella cultura popolare contemporanea è diventato simpateticamente colorato da simili fantasie.
Con la crescita della sensibilità relativa agli stereotipi razzisti, la fantascienza ha spesso posizionato gli alieni nel ruolo di buon selvaggio (ad esempio E.T. l'extra-terrestre di Steven Spielberg o gli Ewok di Guerre stellari).
I lettori del ventesimo secolo hanno ricollocato alcune figure letterarie (come la creatura del dottor Frankenstein) nel ruolo di "buon selvaggio": il mostro del romanzo Frankenstein (1818) di Mary Shelley infatti è originariamente buono e gentile, ma a causa del fatto che sia Frankenstein sia altre persone lo respingono, in quanto spaventoso di aspetto, diventa aggressivo e lentamente malvagio, fino a uccidere il suo creatore (nonché amici e famigliari dello scienziato) e infine suicidarsi per il senso di colpa. Ciò è in linea con le idee politiche e filosofiche di Mary Shelley, tratte da quelle di suo padre William Godwin, pensatore anarchico di formazione rousseauiana, e di suo marito Percy.
Ispirato una storia vera è Il ragazzo selvaggio di François Truffaut.